# Paviljon G
A Paviljon G a S vremena na vreme együttes 1979-ben megjelent nagylemeze, melyet az RTB adott ki. Katalógusszáma: LP 5363.

## Az album dalai

### A oldal
1. Ajša (4:27)
2. Ostrvo (3:42)
3. Jesenje svitanje (3:27)
4. Petak je popodne ... baby (3:53)

### B oldal
1. Vašar	(3:50)
2. Maskenbal (3:35)
3. Rock kritičar	(5:21)
4. A šta sad (4:44)